# Pablo Cerda (acteur)
Pablo José Miguel Cerda Adaro (né en 1980 à San Antonio) est un  acteur et réalisateur chilien.

## Filmographie

### Acteur
- 2006 : Kiltro : Max Kalba (Jeune)
- 2007 : El Chisme : Mango Guy
- 2009 : 2 horas : Álvaro Celis
- 2009 : New Brooklyn : Álvaro Muñoz
- 2009 : Domingo : Domingo
- 2010 : Velódromo : Ariel Roth
- 2011 : Música campesina : Alejandro Tazo

### Réalisateur
- 2009 : Domingo
- 2010 : Omar
- 2012 : Educación física

## Télévision

### Telenovelas
| Telenovelas | Telenovelas           | Telenovelas         | Telenovelas |
| Année       | Titre                 | Rôle                | Chaîne      |
| ----------- | --------------------- | ------------------- | ----------- |
| 2004        | Ídolos                | Lucas               | TVN         |
| 2005        | 17                    | David Alfaro        | TVN         |
| 2005        | Los treinta           | Bruno De Negri      | TVN         |
| 2006        | Amor en tiempo récord | Daniel Meza         | TVN         |
| 2006        | Floribella            | Dr. Claudio Bonilla | TVN         |
| 2006        | Disparejas            | Pedro Marinovic     | TVN         |
| 2007        | Papi Ricky            | Greco Ovalle        | Canal 13    |
| 2008        | Lola                  | Rubén Donoso        | Canal 13    |
| 2009        | Cuenta conmigo        | Antonio de la Mazza | Canal 13    |
| 2010        | Martín Rivas          | Rafael San Luis     | TVN         |
| 2011        | Témpano               | Javier Ibarra       | TVN         |
| 2012        | Reserva de familia    | Daniel Rivera       | TVN         |
| 2014        | Las dos Carolinas     | Martín Guzmán       | Chilevisión |

### Séries
- 2006 : Tiempo final: En tiempo real (TVN) : Trompa Santibáñez
- 2007 : Héroes (Canal 13) : Luis Uribe
- 2013 : Bim bam bum (TVN) : Manuel
- 2013 : En Terapia (3TV) : Sergio

### Émissions
- 2012 : Buenos días a todos (TVN) : Lui-même (Invité)
- 2012 : Entretelones (CNN Chile) : Lui-même (Invité)

### Sources
- (es) Cet article est partiellement ou en totalité issu de l’article de Wikipédia en espagnol intitulé « Pablo Cerda » (voir la liste des auteurs).